# 키싱 부스
《키싱 부스》(영어: The Kissing Booth)는 2018년 공개된 미국의 십대 로맨틱 코미디 영화이다. 빈스 마셀로가 감독과 각본을 맡았으며, 베스 리클스의 동명 소설이 영화의 원작이다.

## 출연
- 조이 킹 - 셸리 "엘" 에번스
- 조엘 코트니 - 리 플린
- 제이컵 엘로디 - 노아 플린
- 머갠 영 - 레이철
- 스티븐 제닝스 - 마이크 에번스
- 카슨 화이트 - 브래드 에번스
- 몰리 링월드 - 세라 플린
- 모네이 비서 - 플린씨
- 제시카 서튼 - 미아
- 잰딜 마딜와 - 귀네스
- 비앙카 보시 - 올리비아
- 미셸 앨런 - 헤더
- 조슈아 이디 - 터펀